# Футбольная ассоциация Иракского Курдистана
Футбо́льная ассоциа́ция Ира́кского Курдиста́на — футбольная федерация курдского государственного образования в составе Ирака Иракский Курдистан.

## Эмблема
Эмблема Футбольной ассоциации Иракского Курдистана разработана в 2005 году курдским художником Равандом Сирваном Науроли (англ. Rawand Sirwan Nawroly, курд. رهوهند سیروان نهورڕۆڵی), живущем в Лондоне. Эмблема состоит из цветов флага Курдистана, где красный изображает курдский огонь Новруза, жёлтый шар олицетворяет Солнце, а зелёное знамя — пейзаж Курдистана.

## Председатели и члены союза футбола Курдистана
| - Президент КФА, глава олимпийского комитета курдского региона. Член nf.board - Safeen Kanabe Ahmad - Вице-президент КФА - Sarkar Ali Khan - Генеральный секретарь КФА - Salam Hosaen Omar - Финансовые секретарь КФА - Hamed Khald Abdola - Глава соревнования и штрафов - Dlshad Salh Hassan | - Глава наблюдателей - Sahde Khareb Abdolla - Глава комитета по футзалу - Omar Khatab Omar - Глава комитета судей - Sobhe Kamal Rauf - Глава комитета по стадионам - Serwan Najmaden Ali - руководитель - Karwan Hamfarj |